# 泥岩
泥岩（でいがん、英: mudstone）は、その主要な構成物質の粒の大きさが1⁄16mm以下のもの（泥）でできている一般的な堆積岩の一種。海底や湖沼底などに堆積した泥（シルト・粘土）が、脱水固結して岩石となったものである。
主に粘土鉱物からなり、有機物を含むことも多い。

## いろいろな泥岩
泥岩は、粒径により、さらにシルト岩（しるとがん、siltstone）と粘土岩（ねんどがん、claystone）に細分できる。粒径の境界は 1/256 mmであり、それより粗粒なのがシルト岩、細粒なのが粘土岩である。
一般に剥離性に乏しく塊状に割れる。特に、剥離性を示す場合は頁岩と呼んで区別することが多い。変成作用により、さらに剥離性が発達した粘板岩（スレート）、千枚岩、結晶片岩（片岩）という変成岩になる。
石油地質学の分野では、有機物を多く含む泥岩を根源岩（ソースロック）と呼んでいる。